# Большое приключение
«Большое приключение» — советский детский художественный фильм режиссёра Вячеслава Никифорова, снятый в 1985 году на киностудии «Беларусьфильм».

## Сюжет
Пионеры Вася, Олег, Игорь, Таня, Яна и самый младший из них Вовочка со своим питомцем, петухом Федей, отправляются в поход. Впереди их ждёт много приключений и открытий. Кроме того, им удастся поймать хулиганов, собиравшихся угнать «Ниву» председателя колхоза…

## В ролях
- Серёжа Семянов — Вовочка
- Ольга Богданова — Таня
- Анастасия Гиренкова — Яна
- Олег Курочкин — Вася
- Антон Дворников — Олег
- Саша Старовойтов — Игорь
- Александр Денисов — Егор Данилович
- Валерий Шальных — Николай Алексеевич
- Владимир Самойлов — Иван Иванович
- Евгений Никитин — капитан Мацкевич
- Виктор Мирошниченко — Сергей Петрович
- Алексей Биричевский — дед Климук
- Галина Макарова — баба Вера
- Владимир Шевельков — Степаныч
- Серёжа Скрибо — Сережа
- Алёша Варвашеня — Толик
- Володя Чубарев — Шурик
- Николай Манохин — Иван
- Василий Мищенко — Алексей
- Светлана Рябова — мама Яны
- Евгения Кравченко — бабушка Яны
- Александр Аверков — брат Олега
- Станислав Кубарев — стоматолог
- Нина Розанцева — Марийка
- Елена Владимирская-Пастревич — мама Тани

## Съёмочная группа
- Автор сценария: Вячеслав Никифоров, Роберт Святополк-Мирский
- Режиссёр-постановщик: Вячеслав Никифоров
- Оператор: Александр Бетев, Анастасия Суханова
- Композитор: Валерий Зубков, Игорь Кантюков

## Технические данные
- Производство: «Беларусьфильм».
- Художественный телевизионный фильм, цветной.
- Количество серий: 2